# Шавник (Фојница)
Шавник је насељено место у Босни и Херцеговини у општини Фојница. Административно припада Федерацији Босне и Херцеговине, односно њеном Средњобосанском кантону. Према попису становништва из 2013. у насељу је било 1.072 становника, а већинску популацију чинили су Хрвати.

## Становништво
По последњем службеном попису становништва из 2013. године у овом насељу живело је 1.072 становника, а село је било етнички хетерогено са већинском хрватском популацијом.
| Националност | 2013. | 1991.        | 1981.        | 1971.        |
| Бошњаци      | —     | 25 (2,55%)   | 102 (13,75%) | 9 (2,75%)    |
| Хрвати       | —     | 605 (61,86%) | 522 (70,35%) | 315 (96,33%) |
| Срби         | —     | 4 (0,41%)    | 93 (12,53%)  | 1 (0,31%)    |
| Југословени  | —     | 16 (1,63%)   | 11 (1,48%)   | 0            |
| Црногорци    | —     | 0            | 4 (0,54%)    | 0            |
| Македонци    | —     | 0            | 1 (0,13%)    | 1 (0,13%)    |
| Словенци     | —     | 0            | 1 (0,13%)    | 1 (0,13%)    |
| Роми         | —     | 0            | 1 (0,13%)    | 0            |
| остали       | —     | 328 (33,54%) | 7 (0,94%)    | 0            |
| Укупно       | 1.072 | 978          | 742          | 327          |